# Carla-Bayle
Carla-Bayle is een gemeente in het Franse departement Ariège (regio Occitanie) en telt 722 inwoners (2004). De plaats maakt deel uit van het arrondissement Pamiers.
Carla-Bayle heeft een Pact van Eeuwige Vriendschap met Rotterdam. In het Fransje dorpje is in 1647 Pierre Bayle geboren, Rotterdams grootste filosoof na Erasmus.

## Geografie
De oppervlakte van Carla-Bayle bedraagt 36,1 km², de bevolkingsdichtheid is 20,0 inwoners per km².

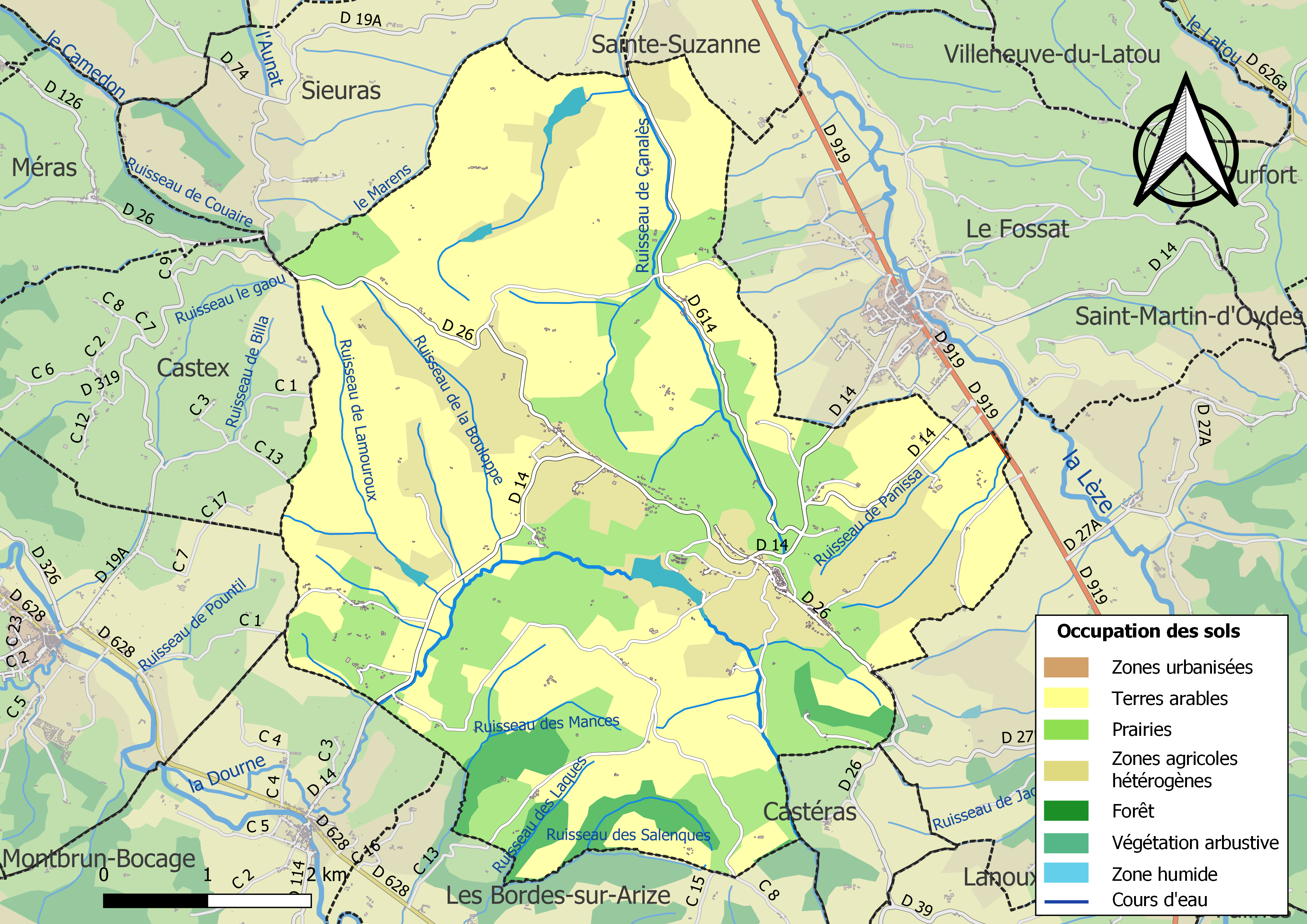
Kaart van de gemeente met de belangrijkste infrastructuur, bodemgebruik en omliggende gemeenten

## Demografie
Onderstaande figuur toont het verloop van het inwonertal (bron: INSEE-tellingen).

Vanwege een beveiligingsprobleem met de MediaWiki Graph-software is het momenteel niet mogelijk deze grafiek weer te geven. Zodra de software is bijgewerkt zal de grafiek vanzelf weer zichtbaar worden.